# 피터 비어먼
피터 숀 비어만(Peter Shawn Bearman)은 미국의 사회학자로, 현재 컬럼비아대학교 사회학과의 조나단 콜 사회과학 석좌교수(Jonathan Cole Professor of the Social Sciences)로 재직하고 있다. 그의 사회연결망 연구는 역사사회학, 사회운동 및 집합행동론, 의료사회학 분야를 넘나들며 유수의 저널에 소개되었으며, 특히 성연결망 및 자폐증에 대한 연구는 최근 의료사회학 분야의 최고의 성과로 학계에서 평가되고 있다.

## 인물과 경력
비어만은 1978년 브라운대학교에서 사회학 학사, 그리고 1985년 하버드대학교에서 사회학 석사 및 박사 학위를 받았다. 마크 그라노베터, 에드워드 라우만, 베리 웰만 등과 함께 사회연결망분야의 초석을 다진 해리슨 화이트의 영향을 받은 지도 제자로, 그의 박사학위 논문인 'Relations into Rhetorics: Local Elite Social Structure in Norfolk, England, 1540-1640'는 현재도 역사사회학 및 문화사회학에 대한 사회연결망적 접근의 논의에 있어서 중요한 참고 연구로서 제시되고 있다. 노스캐롤라이나 대학교 채플힐 사회학과에서 첫 교수생활을 시작하였고, 이 시기에 지금도 미국에서도 거의 유일한 청소년 성행위 및 관계에 대한 대표적 종단자료인 National Longitudinal Study of Adolescent Health (Add Health)의 설문 디자인을 담당하면서 연구 관심 영역을 의료사회학 및 인구학 등으로도 확대하기 시작한다. 특히 2004년 미국사회학연구(American Journal of Sociology)에 발표한 'Chains of Affection: The Structure of Adolescent Romantic and Sexual Networks'은 단순히 청소년들의 성연결망 구조 및 성병 감염의 확산 경로에 대한 통찰을 경험적으로 제시한 측면 뿐만 아니라, 사회연결망의 발현에 있어서 그 근간이 되는 미시적인 기제를 밝혀냈다는 점에서 사회학 연구 전반의 큰 학문적 기여로서 평가되고 있으며, 2005년 미국 사회학계의 최고의 영예 중 하나인 Roger V. Gould Prize를 수여받게 된다. 1998년 컬럼비아대학교로 옮긴 이후에는, 정치적 및 사회적 양극화에 대한 사회연결망적 접근('Dynamics of Political Polarization'), 영국 동인도회사 무역 자료를 통한 글로벌 무역의 미시적 기제('Malfeasance and the Foundations for Global Trade: The Structure of English Trade in the East Indies, 1601–1833'), 그리고 최근 의료사회학 분야의 최고 성과로 평가되고 있는 자폐증 진단의 확산과 사회적 요인의 역할('Social Influence and the Autism Epidemic') 등의 연구에 관여하고 있으며, 피터 헤드스트롬과 함께 사회현상의 미시적 기제를 경험적으로 밝히는 측면에 주안점을 두고 있는 분석사회학의 학문적 기초에도 그 역할을 하고 있다.

## 경력 및 수상
- 1978년 미국 브라운대학교 사회학 학사

- 1985년 미국 하버드대학교 사회학 석사 및 박사

- 1986-1997년 미국 노스캐롤라이나 대학교 채플힐 사회학과 조교수, 부교수, 교수

- 1998년-현재 미국 컬럼비아대학교 사회학과 조나단 콜 사회과학 석좌교수

- 2000-2008년 미국 컬럼비아대학교 Institute of Social and Economic Research and Policy 초대 소장

- 2012년-현재 미국 컬럼비아대학교 Interdisciplinary Center for Innovative Theory and Empirics(INCITE) 초대 소장

- 2005년 미국사회학연구(American Journal of Sociology) Roger V. Gould Prize 수상

- 2008년 미국 인문-과학 학술원(American Academy of Arts and Sciences) 회원

- 2014년 미국 국립 학술원(National Academy of Sciences) 회원